# Heinrich Walter (Geistlicher)
Heinrich Walter ISch (* 14. Juni 1954) ist ein deutscher römisch-katholischer Geistlicher und Schönstattpater. Er war von 2003 bis 2015 Generaloberer des Säkularinstituts der Schönstatt-Patres und damit zugleich Vorsitzender des Generalpräsidiums der internationalen Schönstattbewegung.
Als Mitglied des Säkularinstituts der Schönstattpatres wurde er am 6. Juli 1985 zum Priester geweiht und war zunächst in der Jugendarbeit für die Schönstatt-Mannesjugend tätig.
Bis 2003 war er Provinzsuperior der Sionsprovinz der Schönstattpatres und Vorsitzender der Schönstattfamilie in Deutschland.
Am 13. August 2003 wurde er vom Generalkapitel der Schönstattpatres für eine Amtszeit von 12 Jahren zum Generaloberen gewählt.
Er nahm im Oktober 2012 als Delegat an der 13. ordentlichen Vollversammlung der Bischofssynode zur „Neuevangelisierung für die Weitergabe des Glaubens“ teil und sprach dort über die Rolle der Familie für die Neuevangelisierung.